# 아이오와 주의회

아이오와 주의회(Iowa General Assembly)는 아이오와주 정부의 입법부이다. 연방 미국 의회와 마찬가지로 총회는 상원인 아이오와주 상원과 하원인 아이오와주 하원으로 각각 구성된 양원제 기관이다. 상원은 4년 임기로 구성되고 하원은 2년 임기로 구성된다. 총회는 1857년에 수도가 디모인으로 이전된 이후 아이오와 주 의사당 내에서 소집된다. 총회는 매년 1월 두 번째 월요일에 소집된다.